# Sniper Fury
Sniper Fury est un jeu vidéo solo en ligne développé et publié par Gameloft.
L'action de Sniper Fury se déroule dans un proche avenir. Le développement technologique et les changements géopolitiques ont rendu obsolètes les anciennes méthodes de résolution des conflits. Les pays, les entreprises et les organisations font appel aux services de professionnels hautement qualifiés, capables d'éliminer des cibles spécifiques avec une précision chirurgicale.

## Gameplay
Le jeu tourne autour de mécanismes communs à la plupart des jeux de tireurs d'élite, où le joueur doit éliminer une grande majorité de ses cibles à distance. Pour accomplir une tâche, le joueur peut utiliser une variété de gadgets futuristes, par exemple un dispositif de détection qui indiquera l'emplacement de chaque humain à proximité, ou des stimulants, qui augmenteront les réflexes à des niveaux surnaturels.

## Sortie
Sniper Fury est sorti le 2 décembre 2015 pour Android, iOS et Windows Phone. La version Steam est sortie le 13 juin 2017.